# 酸酸甜甜愛上你
，是一部2021年上映的Netflix原创韓國爱情片，改編自日本作家乾胡桃所著的小說《愛的成人式》，由《Luck Key》、《加油，李先生》的導演李桂碧執導，張基龍、蔡秀彬和鄭秀晶主演。劇情大綱講述了一對情侶試圖維繫遠距離戀愛，現實的機會和挑戰卻接踵而至，為兩人感情帶來高低起伏。於2021年6月4日通過Netflix在全球上映。

## 演員陣容

### 主要人物
- 張基龍 飾演 張赫
- 蔡秀彬 飾演 鄭多恩
- 鄭秀晶 飾演 韓寶英

### 其他人物
- 李宇濟 飾演 李章赫
- 朴哲民 飾演 統籌組長，張赫和韓寶英的上司。
- 車美京 飾演 李章赫的母親
- 黃汀旼 飾演 護士長
- 呂敏珠 飾演 組員
- 李重文 飾演 主治醫生
- 孫華玲 飾演 婦產科醫生
- 朴智勳 飾演 馬卡龍青年
- 金美惠 飾演 護士
- 金賢睦 飾演 情侶衫男子
- 閔俊賢 飾演 高管

### 友情出演
- 趙漢哲 飾演 患者
- 郑熙泰 飾演 部長
- 尹炳熙 飾演 患者
- 李承元 飾演 患者
- 高圭弼 飾演 住院醫生

### 特別出演
- 李璟榮 飾演 公司保安
- 安吉強 飾演 李章赫的父親
- 裕善 飾演 代表CEO

## 外部連結
- 在Netflix上觀看《酸酸甜甜愛上你》
- Daum上《酸酸甜甜愛上你》的資料

- 韩国电影数据库（KMDb）上《酸酸甜甜愛上你》的資料
- 豆瓣电影上《酸酸甜甜愛上你》的資料 （简体中文）